# Одесский экзархат УГКЦ
 Одесский экзархат  (укр. Одеський екзархат)— экзархат Украинской грекокатолической церкви с кафедрой в городе Одесса, Украина. Кафедральным собором Одесского экзархата является церковь Святого Андрея Первозванного в Одессе. Экзархат входит в Киевскую митрополию УГКЦ.

## Территория
Экзархат охватывает Одесскую, Николаевскую, Херсонскую и Кировоградскую области.

## История
28 июля 2003 решением Синода УГКЦ был основан Одесско-Крымский экзархат путём его выделения из архиепископского экзархата Киева — Вышгорода (сейчас — Архиепархия Киева). Экзархом был назначен Василий Ивасюк, который 19 октября 2003 отслужил в Одессе свою первую архиерейскую Божественную Литургию.
11 декабря 2005 Блаженнейший Любомир Гузар освятил в городе Одессе храм св. Андрея Первозванного, ставший кафедральным собором Одесско-Крымского Экзархата.
13 февраля 2014 года Одесско-Крымский экзархат был разделён на Одесский и Крымский экзархаты. Главой Одесского экзархата был назначен епископ Михаил Бубный, пост главы Крымского экзархата пока остаётся вакантным, временным администратором является бывший глава Одесско-Крымского экзархата Василий Ивасюк.

## Деканаты
В состав экзархата входят 5 деканатов:
- Одесский
- Кировоградский
- Николаевский
- Скадовский
- Херсонский

## Ординарии экзархата
- экзарх Василий Ивасюк (с 28 июля 2003 года по 13 февраля 2014 года)
- экзарх Михаил Бубний, CSsR (с 13 февраля 2014 года)

## Источник
- Annuario Pontificio, Libreria Editrice Vaticana, Città del Vaticano, 2011.